# Croatia Airlines
Croatia Airlines je hrvatska nacionalna zrakoplovna tvrtka sa sjedištem u Zagrebu.

## Povijest
Osnovana 7. kolovoza 1989. godine pod nazivom Zagal (Zagreb Airlines).
Kompanija Zagal počela je raditi s jednim zrakoplovom tipa Cessna 402 C, a bavila se prijevozom pošiljaka UPS-a.
Poslije prvih demokratskih izbora u Hrvatskoj, 23. srpnja 1990., Zagal mijenja ime u Croatia Airlines. Nakon potpisanoga ugovora s Adria Airwaysom, Croatia Airlines obavlja prvi let između Splita i Zagreba 5. svibnja 1991.
Dana 1. siječnja 1998. Croatia Airlines postaje članicom Udruge europskih zrakoplovnih kompanija (AEA, Association of European Airlines).
Od 18. studenoga 2004. regionalna je članica Star Alliance, a od 1. siječnja 2010. njena punopravna članica.
Glavni je fotograf i urednik fotografije u putnom časopisu Croatia Airlinesa Croatia je Damir Fabijanić.

## Poslovne informacije
Croatia Airlines je dioničko društvo s temeljnim kapitalom od 627.879.530,00 kuna, ukupnog broja od 62.787.953 redovitih dionica nominalne vrijednosti od 10,00 kuna. Predsjednik Uprave kompanije je Jasmin Bajić, a Predsjednik Nadzornog odbora Zlatko Mateša.
Najveći su dioničari Republika Hrvatska (98,7623%), Zračna luka Zagreb d.o.o. (0,7599%), te Hrvatska poštanska banka (0,2768%).

## Odredišta Croatia Airlinesa
| Grad               | Zemlja                 | IATA   | ICAO   | Zračna luka                    | Napomena        |
| EUROPA             | EUROPA                 | EUROPA | EUROPA | EUROPA                         | EUROPA          |
| ------------------ | ---------------------- | ------ | ------ | ------------------------------ | --------------- |
| Zagreb             | Hrvatska               | ZAG    | LDZA   | Zračna luka „Franjo Tuđman”    | Hub             |
| Osijek             | Hrvatska               | OSI    | LDOS   | Zračna luka Osijek             | Sezonski letovi |
| Pula               | Hrvatska               | PUY    | LDPL   | Zračna luka Pula               |                 |
| Rijeka             | Hrvatska               | RJK    | LDRI   | Zračna luka Rijeka             | Sezonski letovi |
| Split              | Hrvatska               | SPU    | LDSP   | Zračna luka Split              |                 |
| Brač               | Hrvatska               | BWK    | LDSB   | Zračna luka Brač               | Sezonski letovi |
| Zadar              | Hrvatska               | ZAD    | LDZD   | Zračna luka Zadar              |                 |
| Dubrovnik          | Hrvatska               | DBV    | LDDU   | Zračna luka Dubrovnik          |                 |
| Beč                | Austrija               | VIE    | LOWW   | Zračna luka Beč                |                 |
| Bruxelles          | Belgija                | BRU    | EBBR   | Zračna luka Bruxelles          |                 |
| Sarajevo           | Bosna i Hercegovina    | SJJ    | LQSA   | Zračna luka Sarajevo           |                 |
| Kopenhagen         | Danska                 | CPH    | EKCH   | Zračna luka Kopenhagen         |                 |
| Lyon               | Francuska              | LYS    | LFLL   | Zračna luka Saint Exupéry      | Sezonski letovi |
| Pariz              | Francuska              | CDG    | LFPG   | Zračna luka Charles de Gaulle  |                 |
| Atena              | Grčka                  | ATH    | LGAV   | Zračna luka Atena              | Sezonski letovi |
| Rim                | Italija                | FCO    | LIRF   | Zračna luka Leonardo da Vinci  |                 |
| Venecija           | Italija                | VCE    | LIPZ   | Zračna luka Marco Polo         | Sezonski letovi |
| Priština           | Kosovo                 | PRN    | BKPR   | Zračna luka Adem Jashari       |                 |
| Skopje             | Sjeverna Makedonija    | SKP    | LWSK   | Međunarodni aerodrom Skoplje   |                 |
| Amsterdam          | Nizozemska             | AMS    | EHAM   | Zračna luka Schiphol           |                 |
| Berlin             | Njemačka               | SXF    | EDDB   | Zračna luka Schönefeld         | Sezonski letovi |
| Düsseldorf         | Njemačka               | DUS    | EDDL   | Zračna luka Düsseldorf         | Sezonski letovi |
| Frankfurt na Majni | Njemačka               | FRA    | EDDF   | Zračna luka Frankfurt na Majni |                 |
| Hamburg            | Njemačka               | HAM    | EDDH   | Zračna luka Hamburg            | Sezonski letovi |
| München            | Njemačka               | MUC    | EDDM   | Zračna luka München            |                 |
| Beograd            | Srbija                 | BEG    | LYBE   | Zračna luka Nikola Tesla       | Sezonski letovi |
| Barcelona          | Španjolska             | BCN    | LEBL   | Zračna luka Barcelona          | Sezonski letovi |
| Zürich             | Švicarska              | ZRH    | LSZH   | Zračna luka Zürich             |                 |
| London             | Ujedinjeno Kraljevstvo | LHR    | EGLL   | Zračna luka Heathrow           |                 |
| London             | Ujedinjeno Kraljevstvo | LGW    | EGKK   | Zračna luka Gatwick            | Sezonski letovi |
| Manchester         | Ujedinjeno Kraljevstvo | MAN    | EGCC   | Zračna luka Manchester         | Sezonski letovi |
| Lisabon            | Portugal               | LIS    | LPPT   | Zračna luka Lisabon            | Sezonski letovi |
| Milano             | Italija                | MXP    | LIMC   | Zračna luka Malpanesa          | Sezonski letovi |
| Praha              | Češka                  | PRG    | LKPR   | Zračna luka Ruzyne             | Sezonski letovi |
| Sankt-Peterburg    | Rusija                 | LED    | ULLI   | Zračna luka Pulkovo            | Sezonski letovi |
| AZIJA              |                        |        |        |                                |                 |
| Tel Aviv           | Izrael                 | TLV    | LLBG   | Zračna luka Ben Gurion         | Sezonski letovi |

## Nezgode i važniji incidenti
- 28. rujna 2013.: Dash 8 Q-400 registracijske oznake 9A-CQC sletio u Zračnu luku Zürich s uvučenim prednjim stajnim trapom. Nitko od 60 putnika i 4 člana posade nije bio ozlijeđen. Ovaj događaj bilo je prvo prisilno slijetanje zrakoplova Croatia Airlinesa od početka djelovanja tvrtke 1991. godine.[5]

## Vanjske poveznice
- Croatia Airlines d. d. Hrvatska tehnička enciklopedija, portal hrvatske tehničke baštine. LZMK

### Sestrinski projekti
|  | Zajednički poslužitelj ima stranicu o temi Croatia Airlines    |
|  | Zajednički poslužitelj ima još gradiva o temi Croatia Airlines |

### Mrežna sjedišta
- Web stranice Croatia Airlines (hrvatski, engleski, njemački, francuski, talijanski, ruski, španjolski, nizozemski)